# Io non sono una spia
Io non sono una spia (Three Brave Men) è un film del 1956 diretto e sceneggiato da Philip Dunne, con Ray Milland, Ernest Borgnine e Nina Foch.
Ispirato a fatti realmente accaduti durante l'epoca del maccartismo negli Stati Uniti, il soggetto trae spunto da alcune lettere scritte dallo scrittore e intellettuale liberale americano Anthony Lewis, premio Pulitzer nel 1955 e collaboratore assiduo del New York Times. Tuttavia la pellicola fu aspramente criticata dallo stesso New York Times perché, secondo il critico Hal Erickson, invece di rappresentare il clima di caccia alle streghe e di terrore psicologico fomentato dal maccartismo, esso in realtà ne giustifica fini e mezzi, sostenendo che i mali che possono provenire da un programma di sicurezza nazionale all'individuo, sono del tutto ammessi se in ballo c'è la difesa della democrazia.

## Trama
All'apice della Guerra fredda e dell'imperversare del maccartismo e della caccia alle streghe, il modesto impiegato governativo Bernie Goldsmith, funzionario della Marina Militare, viene accusato da una commissione d'inchiesta contro le attività antiamiericane di essere un comunista e di collaborazionismo con l'Unione Sovietica. Immediatamente isolato dai colleghi e dai suoi amici, assumerà un bravo avvocato, Joe DiMarco, insieme al quale, dopo ben due processi, dimostrerà in pieno la sua innocenza.

## Produzione
Il film fu prodotto dalla Twentieth Century Fox Film Corporation.

## Distribuzione
Distribuito dalla Twentieth Century Fox Film Corporation, uscì nelle sale cinematografiche statunitensi nel dicembre 1956. Il film ebbe una distribuzione internazionale: in Austria e in Germania venne presentato nell'aprile 1957 con il titolo Die unsichtbare Front, in Svezia - come Jag är inte spion - il 15 aprile, in Finlandia il 21 giugno e in Portogallo l'11 luglio 1957.